# Zarraga
Zarraga (Bayan ng Zarraga) är en kommun i Filippinerna. Kommunen ligger på ön Panay, och tillhör provinsen Iloilo. Folkmängden uppgår till 3 507 invånare.

## Barangayer
Zarraga delas in i 24 barangayer.
| - Balud Lilo-an - Balud I - Balud II - Dawis Centro - Dawis Norte - Dawis Sur - Gines - Inagdangan Centro - Inagdangan Norte - Inagdangan Sur - Jalaud Norte - Jalaud Sur | - Libongcogon - Malunang - Pajo - Ilawod Poblacion - Ilaya Poblacion - Sambag - Sigangao - Talauguis - Talibong - Tubigan - Tuburan - Tuburan Sulbod |